# Боярышник чёрный
Боярышник чёрный (лат. Crataegus nigra) — кустарник или небольшое дерево, вид рода Боярышник (Crataegus) семейства Розовые (Rosaceae).

## Распространение и экология
В природе ареал вида охватывает Чехию, Словакию, Венгрию и Балканский полуостров.
Произрастает по опушкам лесов, в кустарниковых зарослях и в поймах рек.

## Ботаническое описание
Дерево высотой 3, редко до 7 м, часто растущее кустообразно. Ветви короткие, образуют округлую крону; ветки красно-коричневые или пурпурные. Молодые побеги густо опушённые, до беловойлочных, позднее голые. Колючки немногочисленные, длиной около 1 см.
Листья яйцевидные или треугольно-яйцевидные, с острой вершиной и широко клиновидным основанием, 5—11-лопастные, с более крупными нижними лопастями, отделёнными довольно глубокими выемками, неравномерно зубчатые, длиной 5—9 см, шириной 4—7 см, сверху волосистые, снизу густо белоопушенные. Черешок 1—3 см. Прилистники крупные, серповидно изогнутые, гребенчато-зубчатые.
Соцветия прямостоящие, густые, многоцветковые, с мохнато опушёнными осями и цветоножками. Цветки диаметром 1,2—1,5 см, с белыми, розовеющими при отцветании, лепестками. Чашелистики отогнутые, короткие, треугольные, с притуплённой вершиной, зелёные или пурпурные, опушённые так же, как и гипантий. Тычинок 20, с желтовато-белыми пыльниками; столбиков 5.
Плоды шаровидные, диаметром около 10 мм, чёрные, блестящие, сочные. Косточки в числе 4—5, светло-коричневые, несколько трёхгранные, длиной около 6 мм, шириной 4 мм, широко ребристые со спинной стороны, морщинисто-бороздчатые с боков и килеватые с брюшной стороны. В 1 кг - 2 тысячи плодов (33 тысяч косточек); вес одной тысячи косточек составляет 30 г.

## Значение и применение
Декоративное растение, довольно широко известное в культуре.

## Таксономия
Вид Боярышник чёрный входит в род Боярышник (Crataegus) трибы Pyreae подсемейства Спирейные (Spiraeoideae) семейства Розовые (Rosaceae) порядка Розоцветные (Rosales).
|  |                                      |  |                                                              |                                                              |                   |  | ещё 8 семейств (согласно Системе APG III) | ещё 8 семейств (согласно Системе APG III)    |                                              |  |  |  | ещё 7 триб (согласно Системе APG III)         | ещё 7 триб (согласно Системе APG III)         |  |  |  |  | ещё от 200 до 300 видов | ещё от 200 до 300 видов |
|  |                                      |  |                                                              |                                                              |                   |  | ещё 8 семейств (согласно Системе APG III) | ещё 8 семейств (согласно Системе APG III)    |                                              |  |  |  | ещё 7 триб (согласно Системе APG III)         | ещё 7 триб (согласно Системе APG III)         |  |  |  |  | ещё от 200 до 300 видов | ещё от 200 до 300 видов |
|  |                                      |  |                                                              | порядок Розоцветные                                          |                   |  |                                           |                                              | подсемейство Спирейные                       |  |  |  |                                               | род Боярышник                                 |  |  |  |  |                         |                         |
|  |                                      |  |                                                              | порядок Розоцветные                                          |                   |  |                                           |                                              | подсемейство Спирейные                       |  |  |  |                                               | род Боярышник                                 |  |  |  |  |                         |                         |
|  | отдел Цветковые, или Покрытосеменные |  |                                                              |                                                              | семейство Розовые |  |                                           |                                              | триба Pyreae                                 |  |  |  | вид Боярышник чёрный                          |                                               |  |  |  |  |                         |                         |
|  | отдел Цветковые, или Покрытосеменные |  |                                                              |                                                              |                   |  |                                           |                                              |                                              |  |  |  |                                               |                                               |  |  |  |  |                         |                         |
|  |                                      |  | ещё 44 порядка цветковых растений (согласно Системе APG III) | ещё 44 порядка цветковых растений (согласно Системе APG III) |                   |  |                                           | ещё 8 подсемейств (согласно Системе APG III) | ещё 8 подсемейств (согласно Системе APG III) |  |  |  | ещё около 60 родов (согласно Системе APG III) | ещё около 60 родов (согласно Системе APG III) |  |  |  |  |                         |                         |
|  |                                      |  |                                                              | ещё 44 порядка цветковых растений (согласно Системе APG III) |                   |  |                                           |                                              | ещё 8 подсемейств (согласно Системе APG III) |  |  |  |                                               | ещё около 60 родов (согласно Системе APG III) |  |  |  |  |                         |                         |